# Curtis Samuel
Curtis Samuel (Brooklyn, Nueva York, 11 de agosto de 1996) es un jugador profesional estadounidense de fútbol americano que se desempeña en la posición de wide receiver en Buffalo Bills, equipo de la National Football League (NFL).

## Carrera
Fue seleccionado en la segunda ronda en la Reunión Anual de Selección de Jugadores de la NFL de 2017. Hizo su debut profesional con el equipo Carolina Panthers, en el cual jugó cuatro temporadas (2017-2021), después pasó a Washington Commanders (2021-2024), posteriormente a Buffalo Bills, donde lleva jugando una temporada.